# Rhododendron pleistanthum
Rhododendron pleistanthum là một loài thực vật có hoa trong họ Thạch nam. Loài này được E.H. Wilding miêu tả khoa học đầu tiên năm 1923.